# Еспелькамп
Еспелькамп (нім. Espelkamp) — місто в Німеччині, знаходиться в землі Північний Рейн-Вестфалія. Підпорядковується адміністративному округу Детмольд. Входить до складу району Мінден-Люббекке.
Площа — 84,1 км2. Населення становить 24 676 ос. (станом на 31 грудня 2020).

## Географії

### Сусідні міста та громади
Еспелькамп межує з 6 містами / громадами:
- Гілле
- Люббекке
- Пройсіш-Ольдендорф
- Штемведе
- Раден
- Ухте

## Галерея

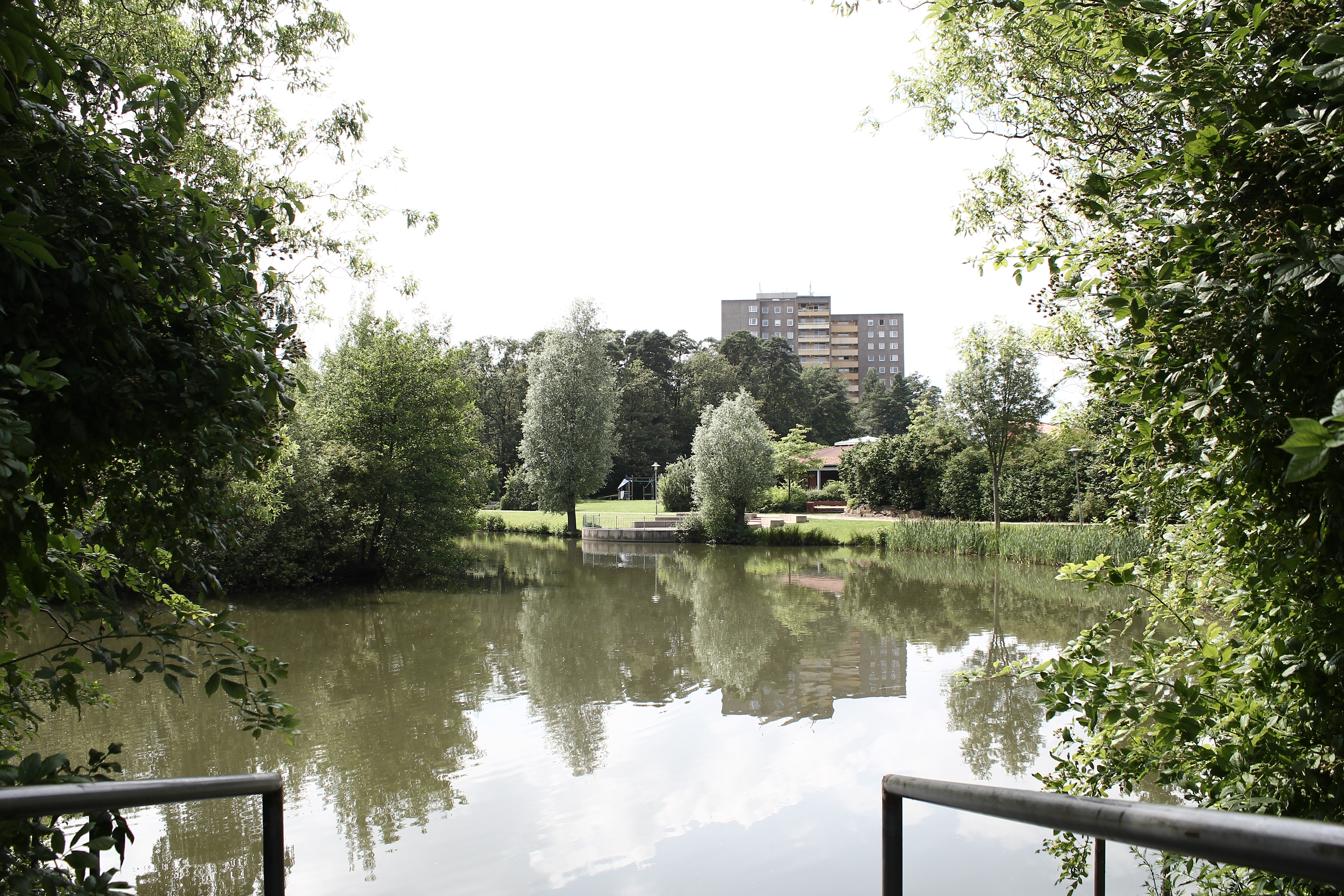
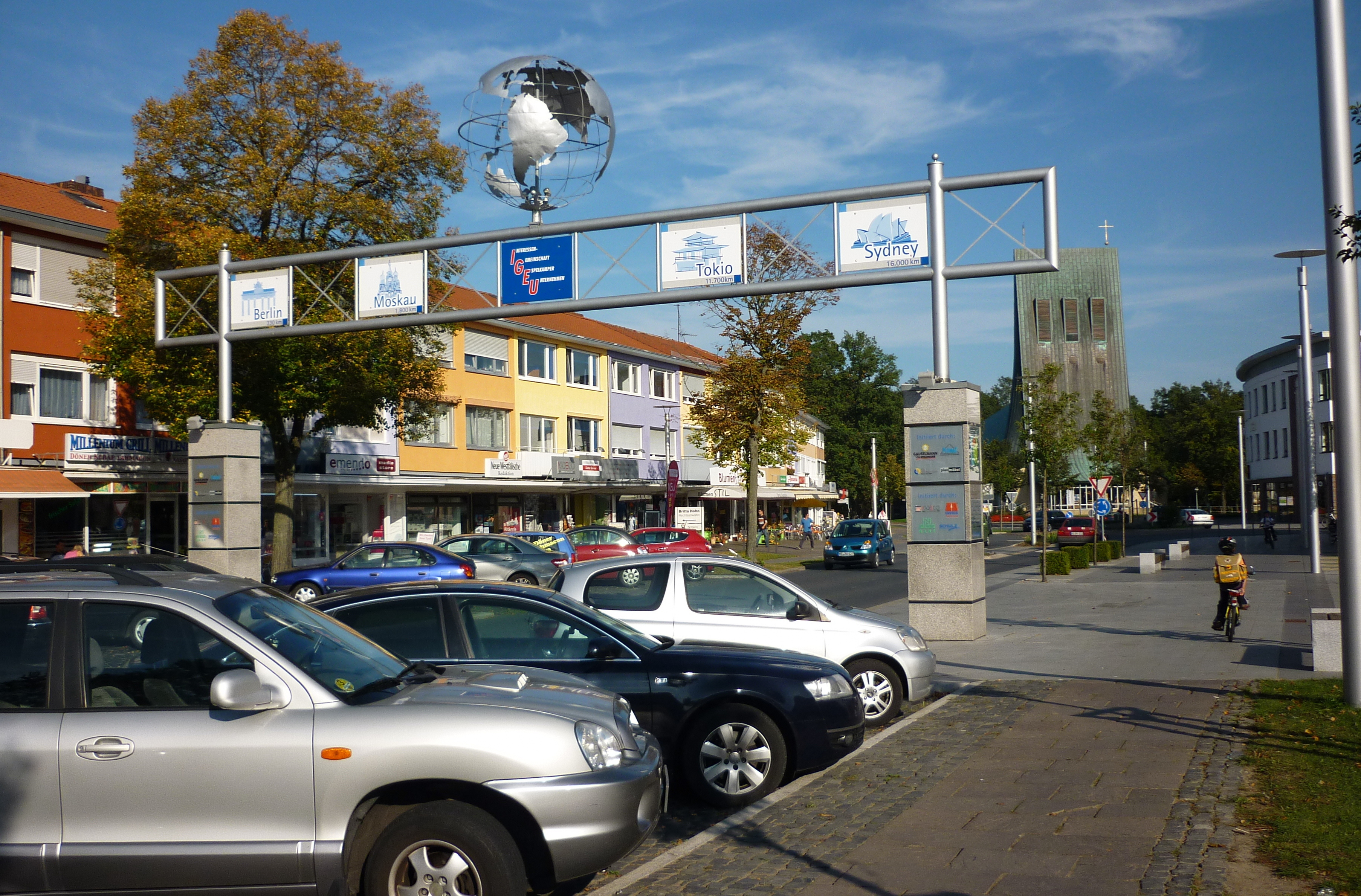
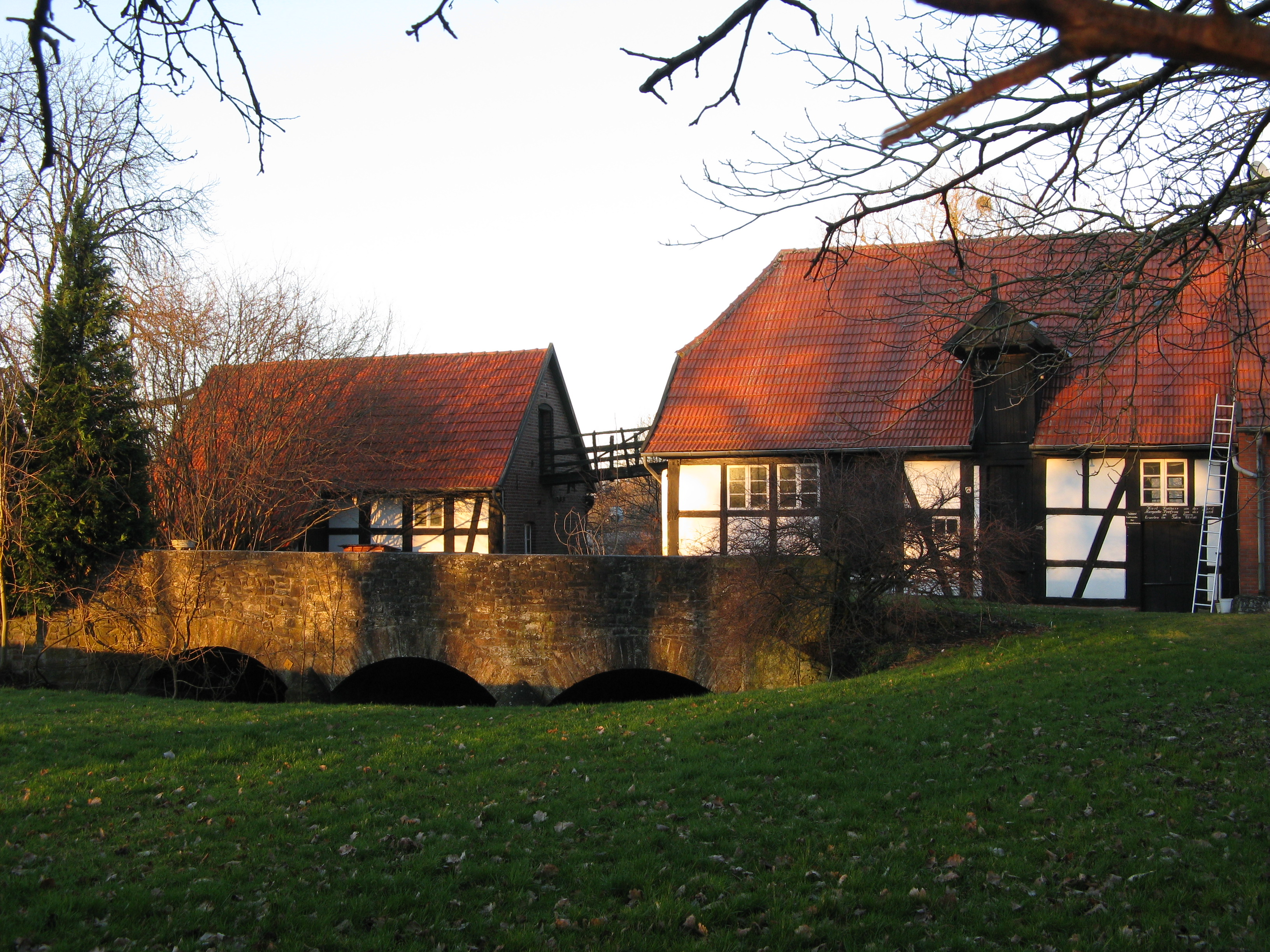
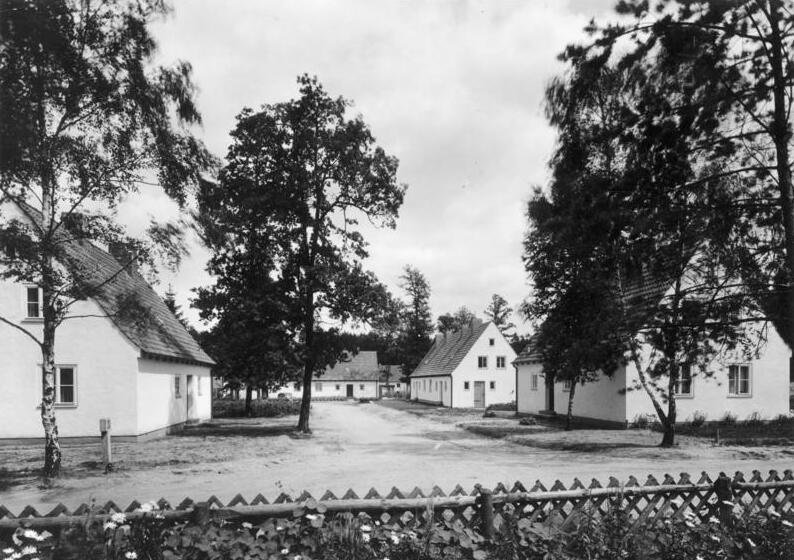
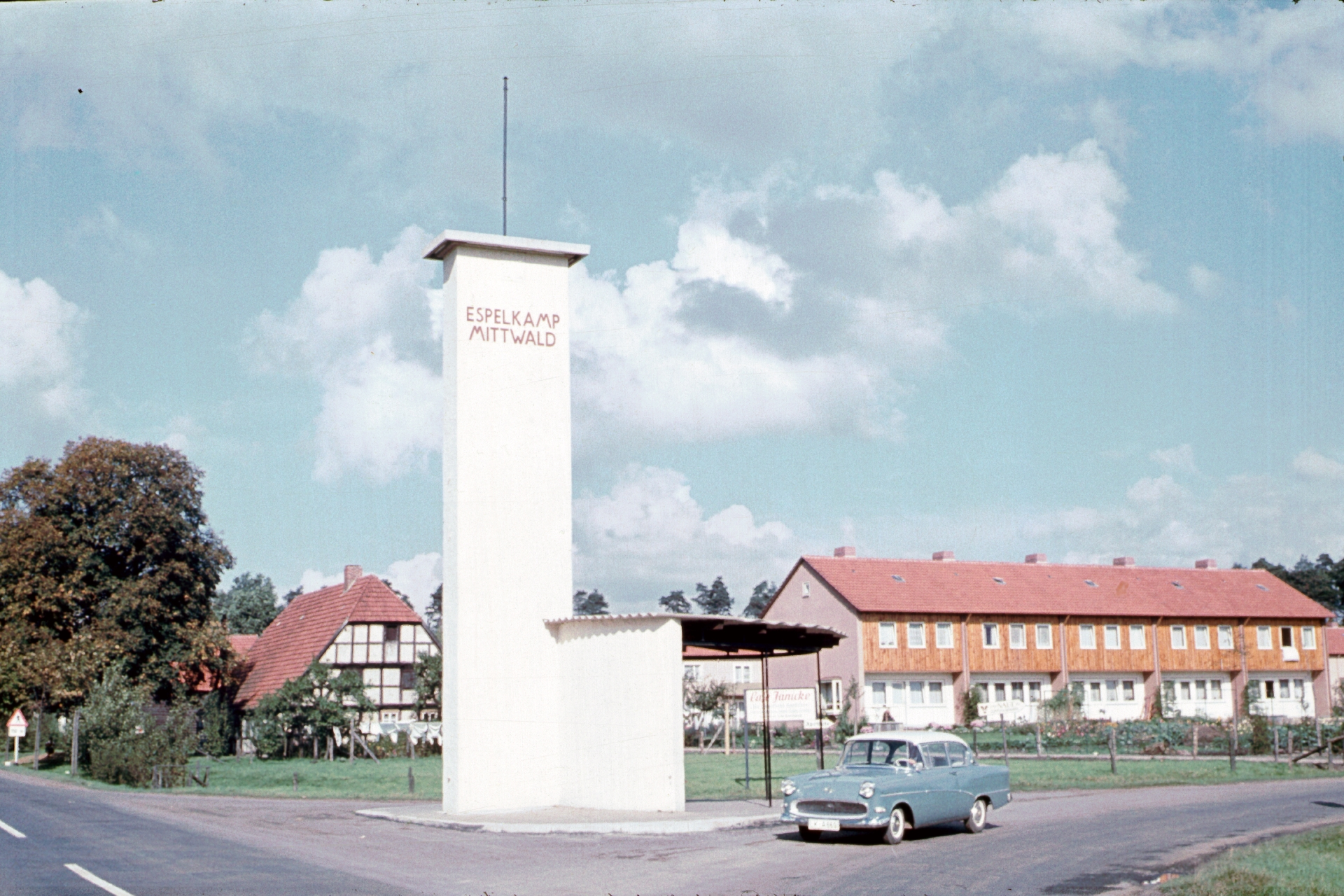
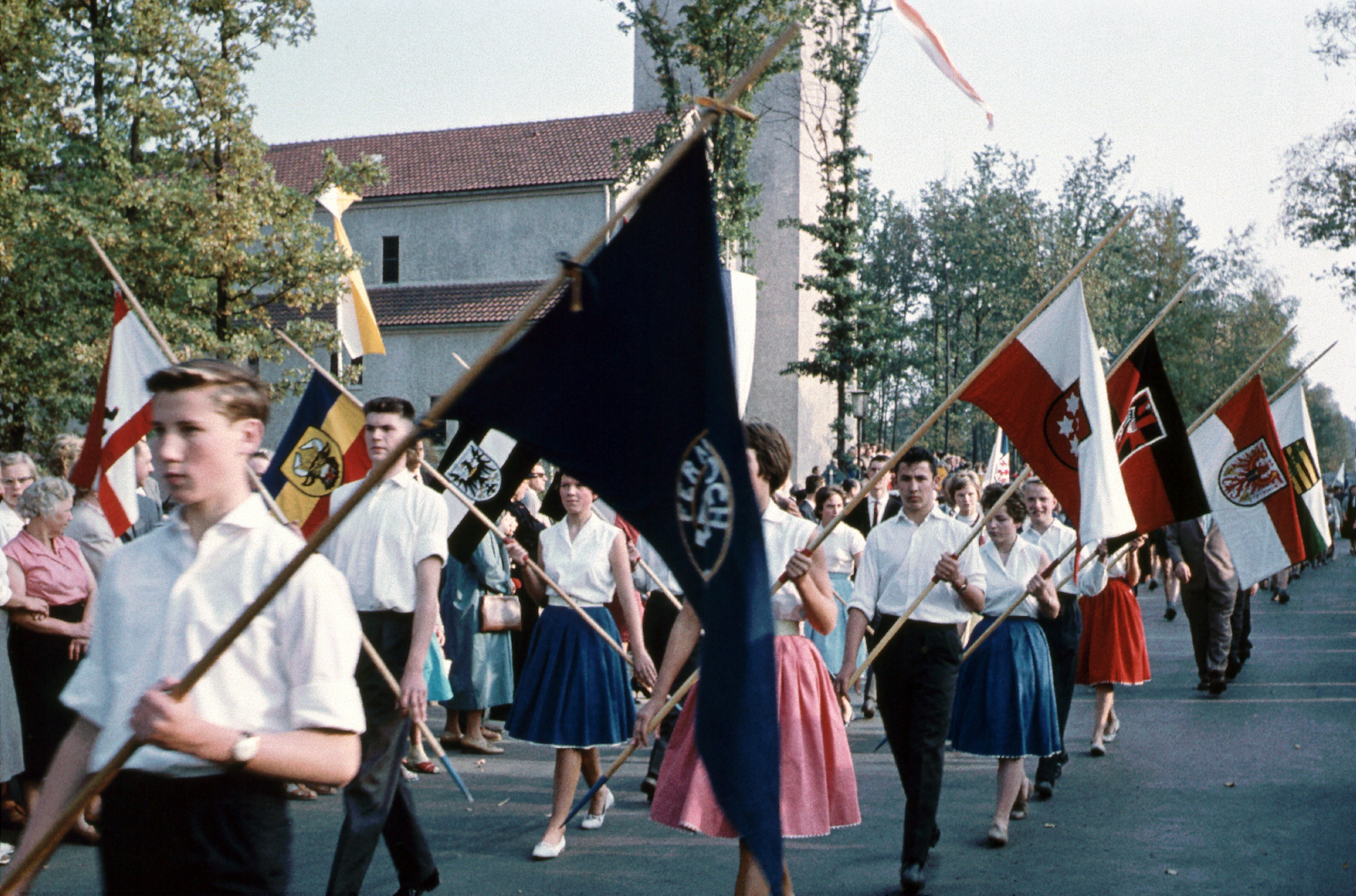